# Lobotomy
Lobotomy war eine schwedische Death- und Thrash-Metal-Band aus Stockholm, die im Jahr 1990 gegründet und 2000 wieder aufgelöst wurde.

## Geschichte
Die Band wurde im Jahr 1990 gegründet und entstand aus dem Zerfall der Band Rapture. Zusammen entwickelten die Mitglieder einige Lieder und veröffentlichten im Januar 1991 ihr erstes Demo When Death Draws Near. Die Lieder wurden auf vielen Kompilationen verwendet. Es folgten Auftritte zusammen mit Dismember, Disharmonic Orchestra, Desultory, Excruciate und Unanimated. Viele Labels waren interessiert, mit der Band eine EP zu veröffentlichen, sodass sie im Juli desselben Jahres ihre erste EP Instinct of Brutality aufnahmen. Als die Aufnahmen beendet waren, hatten die Labels nicht genug Geld, um die EP zu veröffentlichen, sodass das Projekt nie beendet wurde. Die Band nahm infolgedessen ein weiteres Demo auf und veröffentlichte es im Juni 1992 unter dem Namen Against the Gods. Im Dezember nahm die Band ein weiteres Demo namens Nailed In Misery auf, ein Demo für das italienische Label Obscure Plasma Records. Jedoch verließ der Verantwortliche des Labels, der die Band unter Vertrag nehmen wollte, das Label, um bei Metal Hammer zu arbeiten, sodass das Demo erst im Juni 1993 veröffentlicht wurde. Dadurch erreichte die Band einen Vertrag bei dem finnischen Label Rising Realm Records und veröffentlichte die EP Hymn im Januar 1994.
Durch den Erfolg der EP erreichte die Band einen Vertrag bei einem österreichischen Label im September. Die Band nahm ihr Debütalbum im SVLT Dead House auf. Jedoch kam es noch während der Aufnahmen zu Schwierigkeiten mit dem Label, sodass sich die Band von diesem wieder trennen musste und die Aufnahmen nicht vollständig beendet werden konnten. Die Band schickte die bereits gemachten Aufnahmen an andere Labels, um einen neuen Vertrag zu erlangen und erreichte im Mai 1995 einen Vertrag bei House of Kicks, bei dem auch Labels wie No Fashion Records und Chaos Records zu Hause waren. In der Zwischenzeit spielte die Band außerdem Auftritte mit Dissection, Vomitory und A Canorous Quintet. Das Album wurde im November 1995 veröffentlicht.
Anfang Dezember 1996 begab sich die Band in die Sunlight Studios, um ein weiteres Album aufzunehmen. Die Aufnahmen wurden im Januar 1997 beendet. Das von Tomas Skogsberg produzierte Album wurde im Juni 1997 veröffentlicht und trug den Namen Kill. Im Jahr 1998 ließ die Band kaum von sich hören, da die Mitglieder mit privaten Problemen beschäftigt waren. Im Mai 1999 veröffentlichten sie dann mit Born In Hell ein weiteres Album. Der Tonträger wurde wieder in den Sunlight Studios mit Produzent Jocke Pettersson (Schlagzeuger bei Dawn und Regurgitate) aufgenommen. Es folgten Auftritte mit Bands wie Vomitory, Meshuggah, Coercion und Carnal Forge. Das Album erschien im März 2000 in Kanada und den USA über Metal Blade Records. Im selben Jahr veröffentlichte die Band mit Holy Shit eine EP über No Fashion Records. Die Lieder entstanden bereits während der Aufnahmen zu Born In Hell. Kurz nach Veröffentlichung der EP verließ Gitarrist Lars Jelleryd die Band und wurde durch Jakob Leczinsky ersetzt. Die Band spielte wenige Auftritte, bevor sie sich auflöste. Etienne Belmar trat dann der Band Undercroft bei.

## Stil
Die Band spielt eine Mischung aus klassischem Thrash- und Death-Metal, wobei die Lieder meist im Mid-Tempo-Bereich angesiedelt sind.

## Diskografie
- 1990: When Death Draws Near (Demo, Eigenveröffentlichung)
- 1991: Instinct of Brutality (Demo, Eigenveröffentlichung)
- 1992: Against the Gods (Demo, Eigenveröffentlichung)
- 1993: Nailed In Misery (Demo, Eigenveröffentlichung)
- 1994: Hymn (EP, Rising Realm Records)
- 1995: Lobotomy (Album, Chaos Records)
- 1995: Against the Gods / Nailed in Misery (Kompilation, Thrash Corner Records)
- 1997: Kill (Album, No Fashion Records)
- 1999: Born In Hell (Album, No Fashion Records)
- 2000: Holy Shit (EP, No Fashion Records)